# Lista över medaljörer vid olympiska vinterspelen 1992
Detta är en lista över vinnare av medaljer i olympiska vinterspelen 1992. OS 1992 hölls i Albertville, Frankrike. Det finns även en lista över den nationella medaljfördelning vid olympiska vinterspelen 1992.

## Alpin skidåkning

### Herrar
| Gren              | Guld                       | Silver                  | Brons                     |
| Störtlopp         | Patrick Ortlieb (AUT)      | Franck Piccard (FRA)    | Günther Mader (AUT)       |
| Super G           | Kjetil André Aamodt (NOR)  | Marc Girardelli (LUX)   | Jan Einar Thorsen (NOR)   |
| Storslalom        | Alberto Tomba (ITA)        | Marc Girardelli (LUX)   | Kjetil André Aamodt (NOR) |
| Slalom            | Finn Christian Jagge (NOR) | Alberto Tomba (ITA)     | Michael Tritscher (AUT)   |
| Alpin kombination | Josef Polig (ITA)          | Gianfranco Martin (ITA) | Steve Locher (SUI)        |

### Damer
| Gren              | Guld                     | Silver                  | Brons                        |
| Störtlopp         | Kerrin Lee-Gartner (CAN) | Hilary Lindh (USA)      | Veronika Wallinger (AUT)     |
| Super G           | Deborah Compagnoni (ITA) | Carole Merle (FRA)      | Katja Seizinger (GER)        |
| Storslalom        | Pernilla Wiberg (SWE)    | Diann Roffe (USA)       | Anita Wachter (AUT)          |
| Slalom            | Petra Kronberger (AUT)   | Annelise Coberger (NZL) | Blanca Fernández-Ochoa (ESP) |
| Alpin kombination | Petra Kronberger (AUT)   | Anita Wachter (AUT)     | Florence Masnada (FRA)       |

## Backhoppning
| Gren                    | Guld                                                                | Silver                                                           | Brons                                                      |
| Stora backen            | Toni Nieminen (FIN)                                                 | Martin Höllwarth (AUT)                                           | Heinz Kuttin (AUT)                                         |
| Normalbacke             | Ernst Vettori (AUT)                                                 | Martin Höllwarth (AUT)                                           | Toni Nieminen (FIN)                                        |
| Lagtävling - stor backe | Ari-Pekka Nikkola Mika Laitinen Risto Laakkonen Toni Nieminen (FIN) | Heinz Kuttin Ernst Vettori Martin Höllwarth Andreas Felder (AUT) | František Jež Tomáš Goder Jaroslav Sakala Jiří Parma (TCH) |

## Bob
| Gren       | Guld                                                              | Silver                                                      | Brons                                                             |
| Två-manna  | Gustav Weder Donat Acklin (SUI)                                   | Rudi Lochner Markus Zimmermann (GER)                        | Christoph Langen Günther Eger (GER)                               |
| Fyra-manna | Ingo Appelt Harald Winkler Gerhard Haidacher Thomas Schroll (AUT) | Wolfgang Hoppe Bogdan Musiol Axel Kühn René Hannemann (GER) | Gustav Weder Donat Acklin Lorenz Schindelholz Curdin Morell (SUI) |

## Freestyle
| Gren              | Guld                   | Silver                        | Brons                      |
| Puckelpist herrar | Edgar Grospiron (FRA)  | Olivier Allamand (FRA)        | Nelson Carmichael (USA)    |
| Puckelpist damer  | Donna Weinbrecht (USA) | Jelizaveta Kozjevnikova (EUN) | Stine Lise Hattestad (NOR) |

## Ishockey
| Guld: | Silver: | Brons: |
| OSS Sergej Bautin · Igor Boldin · Nikolaj Borsjevskij · Vjatjeslav Butsajev · Vjatjeslav Bykov · Jevgenij Davydov · Aleksej Zjitnik · Darius Kasparaitis · Nikolaj Chabibulin · Jurij Chmyljov · Andrej Chomutov · Andrej Kovalenko · Aleksej Kovaljov · Igor Kravtjuk · Vladimir Malachov · Dmitrij Mironov · Sergej Petrenko · Vitalij Prokorov · Michail Sjtalenkov · Andrej Trefilov · Dmitrij Jusjkevitj · Alexej Zjamnov · Sergej Zubov · Alexej Gusarov | Kanada Dave Archibald Todd Brost Sean Burke Kevin Dahl Curt Giles Dave Hannan Gordon Hynes Fabian Joseph Joé Juneau Trevor Kidd Patrick Lebeau Chris Lindberg Eric Lindros Kent Manderville Adrien Plavsic Dan Ratushny Sam Saint-Laurent Brad Schlegel Wally Schreiber Randy Smith Dave Tippett Brian Tutt Jason Woolley | Tjeckoslovakien Patrik Augusta Petr Bříza Jaromír Dragan Leo Gudas Miloslav Hořava Petr Hrbek Otakar Janecký Tomáš Jelínek Drahomír Kadlec Kamil Kašťák Robert Lang Igor Liba Ladislav Lubina František Procházka Petr Rosol Bedřich Ščerban Jiří Šlégr Richard Šmehlík Róbert Švehla Oldřich Svoboda Radek Ťoupal Peter Veselovský Richard Žemlička |

## Konståkning
| Gren   | Guld                                     | Silver                                  | Brons                                |
| Damer  | Kristi Yamaguchi (USA)                   | Midori Ito (JPN)                        | Nancy Kerrigan (USA)                 |
| Herrar | Viktor Petrenko (EUN)                    | Paul Wylie (USA)                        | Petr Barna (TCH)                     |
| Par    | Natalia Misjkutenok Artur Dmitriev (EUN) | Elena Bechke Denis Petrov (EUN)         | Isabelle Brasseur Lloyd Eisler (CAN) |
| Isdans | Marina Klimova Sergej Ponomarenko (EUN)  | Isabelle Duchesnay Paul Duchesnay (FRA) | Maja Usova Aleksandr Zjulin (EUN)    |

## Längdskidåkning

### Herrar
| Gren              | Guld                                                           | Silver                                                                | Brons                                                              |
| 10 km (Klassisk)  | Vegard Ulvang Norge                                            | Marco Albarello Italien                                               | Christer Majbäck Sverige                                           |
| 15 km Jaktstart   | Bjørn Dæhlie Norge                                             | Vegard Ulvang Norge                                                   | Giorgio Vanzetta Italien                                           |
| 30 km (Klassisk)  | Vegard Ulvang Norge                                            | Bjørn Dæhlie Norge                                                    | Terje Langli Norge                                                 |
| 50 km (fristil)   | Bjørn Dæhlie Norge                                             | Maurilio De Zolt Italien                                              | Giorgio Vanzetta Italien                                           |
| 4 x 10 km Stafett | Norge Terje Langli Vegard Ulvang Kristen Skjeldal Bjørn Dæhlie | Italien Giuseppe Pulie Marco Albarello Giorgio Vanzetta Silvio Fauner | Finland Mika Kuusisto Harri Kirvesniemi Jari Räsänen Jari Isometsä |

### Damer
| Gren             | Guld                                                             | Silver                                                                   | Brons                                                                      |
| 5 km (Klassisk   | Marjut Lukkarinen Finland                                        | Ljubov Jegorova OSS                                                      | Jelena Välbe OSS                                                           |
| 10 km Jaktstart  | Ljubov Jegorova OSS                                              | Stefania Belmondo Italien                                                | Jelena Välbe OSS                                                           |
| 15 km (Klassisk) | Ljubov Jegorova OSS                                              | Marjut Lukkarinen Finland                                                | Jelena Välbe OSS                                                           |
| 30 km (fristil)  | Stefania Belmondo Italien                                        | Ljubov Jegorova OSS                                                      | Jelena Välbe OSS                                                           |
| 4 x 5 km Stafett | OSS Jelena Välbe Raisa Smetanina Larisa Lazutina Ljubov Jegorova | Norge Solveig Pedersen Inger Helene Nybråten Trude Dybendahl Elin Nilsen | Italien Bice Vanzetta Manuela Di Centa Gabriella Paruzzi Stefania Belmondo |

## Nordisk kombination
| Gren        | Guld                                             | Silver                                                        | Brons                                                   |
| Individuell | Fabrice Guy Frankrike                            | Sylvain Guillaume Frankrike                                   | Klaus Sulzenbacher Österrike                            |
| Lag         | Japan Reiichi Mikata Takanori Kono Kenji Ogiwara | Norge Knut Tore Apeland Fred Børre Lundberg Trond Einar Elden | Österrike Klaus Ofner Stefan Kreiner Klaus Sulzenbacher |

## Rodel
| Gren   | Guld                                 | Silver                              | Brons                                |
| Herrar | Georg Hackl Tyskland                 | Markus Prock Österrike              | Markus Schmidt Österrike             |
| Dubbel | Stefan Krausse Jan Behrendt Tyskland | Yves Mankel Thomas Rudolph Tyskland | Hansjörg Raffl Norbert Huber Italien |
| Damer  | Doris Neuner Österrike               | Angelika Neuner Österrike           | Susi Erdmann Tyskland                |

## Short track

### Herrar
| Gren               | Guld                                                      | Silver                                                                                  | Brons                                                                     |
| 1000 meter         | Ki-Hoon Kim Sydkorea                                      | Frédéric Blackburn Kanada                                                               | Lee Joon-Ho Sydkorea                                                      |
| 5000 meter stafett | Sydkorea Ki-Hoon Kim Lee Joon-Hoo Moo Ji-Soo Song Jae-Kun | Kanada Frédéric Blackburn Laurent Daignault Michel Daignault Sylvain Gagnon Mark Lackie | Japan Yuichi Akasaka Tatsuyoshi Ishihara Toshinobu Kawai Tsutomu Kawasaki |

### Damer
| Gren               | Guld                                                                 | Silver                                                        | Brons                                                                 |
| 500 meter          | Cathy Turner USA                                                     | Li Yan Kina                                                   | Hwang Ok-Sil Nordkorea                                                |
| 3000 meter stafett | Kanada Angela Cutrone Sylvie Daigle Nathalie Lambert Annie Perreault | USA Darcie Dohnal Amy Peterson Cathy Turner Nikki Ziegelmeyer | OSS Julia Alagulova Natalia Isakova Viktoria Troitskaja Julia Vlasova |

## Skidskytte

### Herrar
| Gren             | Guld                                                           | Silver                                                                  | Brons                                                            |
| Sprint 10 km     | Mark Kirchner Tyskland                                         | Ricco Groß Tyskland                                                     | Harri Eloranta Finland                                           |
| Distans 20 km    | Jevgenij Redkine OSS                                           | Mark Kirchner Tyskland                                                  | Mikael Löfgren Sverige                                           |
| Stafett 4x7,5 km | Ricco Groß Jens Steinigen Mark Kirchner Fritz Fischer Tyskland | Valerij Medvedtsev Aleksandr Popov Valerij Kirienko Sergej Tjepikov OSS | Ulf Johansson Leif Andersson Tord Wiksten Mikael Löfgren Sverige |

### Damer
| Gren             | Guld                                                    | Silver                                          | Brons                                              |
| Sprint 7,5 km    | Anfisa Reztsova OSS                                     | Antje Misersky Tyskland                         | Jelena Belova OSS                                  |
| Distans 15 km    | Antje Misersky Tyskland                                 | Svetlana Petjerskaja OSS                        | Myriam Bédard Kanada                               |
| Stafett 3x7,5 km | Corinne Niogret Véronique Claudel Anne Briand Frankrike | Uschi Disl Antje Misersky Petra Schaaf Tyskland | Jelena Belova Anfisa Reztsova Jelena Melnikova OSS |

## Skridskor

### Herrar
| Gren        | Guld                        | Silver                       | Brons                    |
| 500 meter   | Uwe-Jens Mey Tyskland       | Toshiyuki Kuroiwa Japan      | Junichi Inoue Japan      |
| 1000 meter  | Olaf Zinke Tyskland         | Kim Yoon-man Sydkorea        | Yukinori Miyabe Japan    |
| 1500 meter  | Johann Olav Koss Norge      | Ådne Søndrål Norge           | Leo Visser Nederländerna |
| 5000 meter  | Geir Karlstad Norge         | Falko Zandstra Nederländerna | Leo Visser Nederländerna |
| 10000 meter | Bart Veldkamp Nederländerna | Johann Olav Koss Norge       | Geir Karlstad Norge      |

### Damer
| Gren       | Guld                       | Silver                  | Brons                      |
| 500 meter  | Bonnie Blair USA           | Ye Qiaobo Kina          | Christa Luding Tyskland    |
| 1000 meter | Bonnie Blair USA           | Ye Qiaobo Kina          | Monique Garbrecht Tyskland |
| 1500 meter | Jacqueline Börner Tyskland | Gunda Niemann Tyskland  | Seiko Hashimoto Japan      |
| 3000 meter | Gunda Niemann Tyskland     | Heike Warnicke Tyskland | Emese Hunyady Österrike    |
| 5000 meter | Gunda Niemann Tyskland     | Heike Warnicke Tyskland | Claudia Pechstein Tyskland |